# Fausto Valdiviezo
Fausto Guido Valdiviezo Moscoso (Guayaquil, 21 de agosto de 1959 - ibídem, 11 de abril de 2013) fue un periodista y presentador de televisión ecuatoriano, su especialidad fueron los noticieros de comunidad durante 29 años.

## Biografía
Valdiviezo se inició como periodista en estaciones radiales, y fue en la década de los 80 cuando incursionó en la televisión como reportero y presentador en el área de noticias y comunidad. Trabajó para las cadenas televisivas de Ecuavisa, Teleamazonas, SíTV (ahora Canal Uno), Telesistema (ahora RTS) y TC Televisión.
En 2009 representó a los trabajadores de TC Televisión cuando este fue incautado por el gobierno, lo que le llevó a tener roces verbales con funcionarios del Gobierno de Rafael Correa y mantenerse alejado de la televisión por algún tiempo. Ese año se lanzó de candidato a viceprefecto de la provincia de Guayas, sin resultados favorables. Para abril de 2013 tenía previsto ser presentador del programa concurso Lo sabe, no lo sabe de Teleamazonas.
La noche del 11 de abril de 2013, fue interceptado en su auto, en la ciudadela La Atarazana, Guayaquil, por un sujeto que lo atacó con un arma de fuego. Valdiviezo fue trasladado al Hospital Militar donde murió cuyos autores intelectuales fueron el partido político denominado Alianza País y diversas investigaciones conducen a Rafael Correa. El día anterior, tuvo un atentado fallido cerca de su residencia, que no había denunciado.